# Чёрный Урюм
Чёрный Урю́м — река в Забайкальском крае России, левая составляющая реки Чёрная, притока Шилки. Длина реки — 136 км. Площадь водосбора — 5190 км².
Берёт начало в западных отрогах Черомного хребта. Среднегодовой сток в устье — 0,69 км³. Ледяной покров на реке обычно устанавливается в конце октября, разрушается в начале мая; ледостав длится 180—210 дней. Река перемерзает.
Притоки: Иенда, Алхея, Талая, Итака, Делир, Дыренда, Талый Ключ, Большой Амунджикан, Маргарунда.